# 105
Aquesta pàgina és per a l'any. Per al nombre, vegeu cent cinc.

## Esdeveniments
- Alexandre I nomenat papa.[1]
- Perfeccionament del paper a la Xina.[2]
- Construcció de l'aqüeducte de Segòvia.[cal citació]

## Necrològiques
- Flavi Josep, historiador jueu, important perquè és un dels primers no cristians en parlar de Jesús.[3]
- Papa Evarist, cinquè bisbe de Roma i quart successor de sant Pere.[4]